# Martín Rosete
Martín Rosete (Madrid, 1980) és un director de cinema i comercial. El 2016 Rosete va llançar el seu debut en la direcció de llargmetratge, Money, un thriller estatunidenc que van protagonitzar Jamie Bamber i Jesse Williams.
Va estudiar comunicació audiovisual a la Universitat Complutense de Madrid i direcció a l'Escola Internacional de Cinema i Televisió de San Antonio de los Baños a Cuba. El 2002 va escriure, dirigir i produir el seu primer curtmetratge, Revolución, que es basa en un relat de Slawomir Mrozek. Va guanyar més de 50 premis internacionals i Martin va aconseguir obtenir contractes de distribució amb Canal + España, Canal + Internacional, TVE Internacional i FNAC. Rosete va dirigir i produir diversos curtmetratges més, mentre que també va publicar diversos anuncis i vídeos corporatius. El 2011 Rosete va dirigir Voice Over, protagonitzada per Jonathan D. Mellor. Fou nominada al Goya al millor curtmetratge de ficció, va rebre el premi Melies d'Or al millor curtmetratge fantàstic europeu i una menció especial a la XIX Mostra de Cinema Llatinoamericà de Catalunya.

## Filmografia
Curtmetratges
- Revolución (2002, director i productor)
- Our Daily Bread (2005, director)
- Paper or Plastic (2008, director)
- One Man Band (2009, co-director i productor)
- Basket Bronx (2009, director i productor)
- I Wish (2010, director i productor)
- Voice Over (2011, director i productor)
- Mexican Cuisine (2011, productor)
- El descenso (2011, productor)
- Don't Look There (2013, productor)
- Walkie Buddies (2013, director)

Llargmetratges
- Money (2016, director i productor)